# Mieszko I av Polen
Mieszko I, född cirka 931, död 25 maj 992, var hertig av Polen från cirka år 960 till sin död 992. Han antog kristendomen 966. Han tillhörde Piastdynastin och räknas ofta som Polens grundare.

## Biografi
Mieszko föregås enligt polska urkunder i rakt nedstigande led av hövdingarna Siemomysł (död cirka 960), Lestek (död cirka 930), Ziemowit (död cirka 900), samt anfadern för ätten, Piast Hjulmakaren som levde under andra hälften av 800-talet.
Mieszko var gift med prinsessan Dubrawka av Böhmen (polska Dąbrówka) från 965 och detta tros ha påskyndat Polens kristnande, som ägde rum 966. 
Han erkände 962 kejsar Otto I som sin länsherre och förband sig att betala tribut för sitt land fram till Warta. Efter Otto den stores död gjorde sig Mieszko oberoende av kejsarriket, men erkände 979 åter Otto II och deltog sedan i Otto III:s krig mot de hedniska västslaverna och mot Böhmen.
Han var far till kung Bolesław I av Polen och Świętosława (gift med Sven Tveskägg av Danmark och möjligen identisk med Sigrid Storråda).

## Galleri

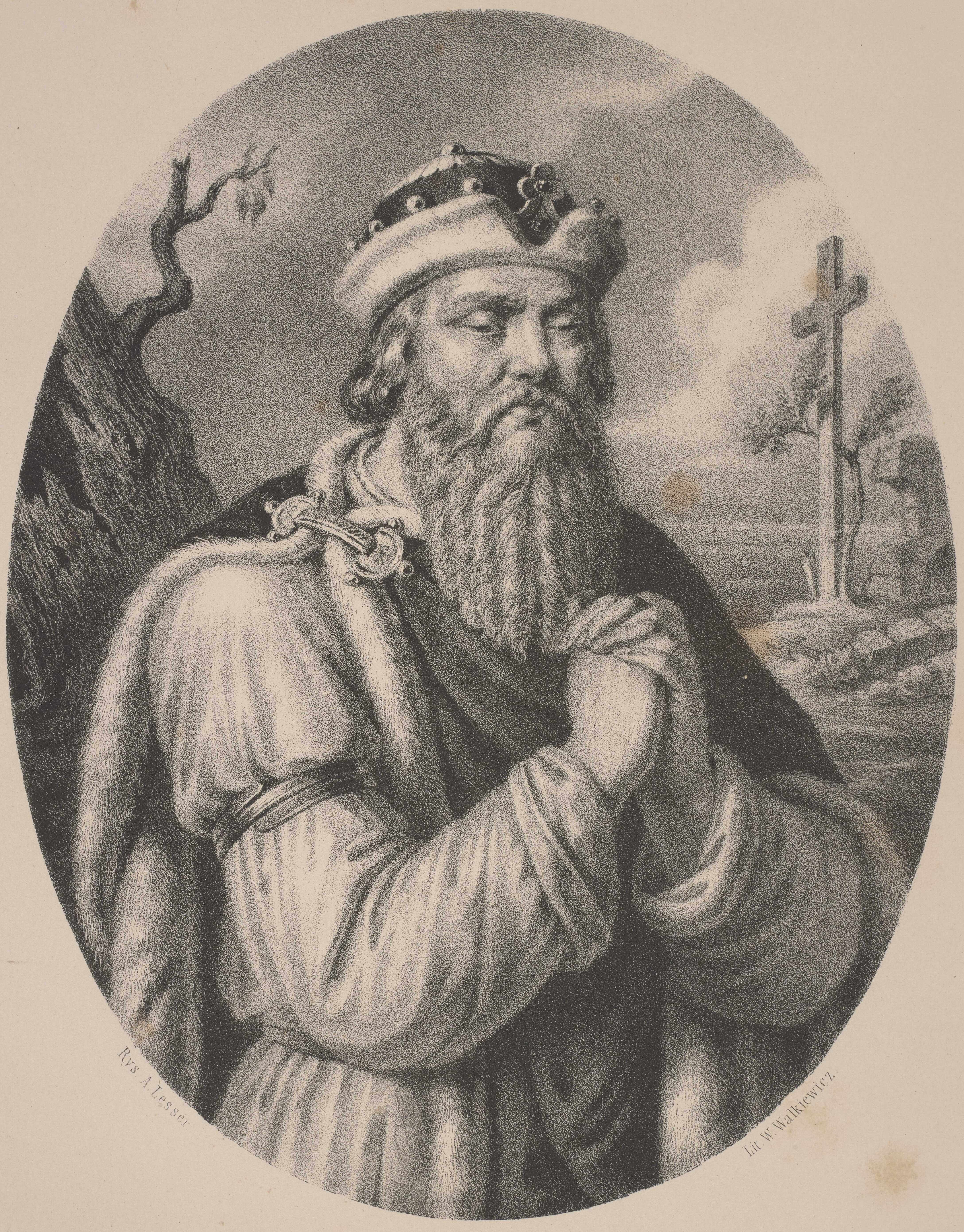
Mieszko I av Polen, teckning av Aleksander Lesser.